# Дензел Дюмфріс
Дензел Дюмфріс (нід. Denzel Dumfries, нар. 18 квітня 1996, Роттердам) — нідерландський футболіст, захисник міланського клубу «Інтернаціонале», гравець національної збірної Нідерландів, колишній гравець збірної Аруби.

## Клубна кар'єра
У 2014 році перебрався з академії «Барендрехт» в роттердамську «Спарту». 20 лютого 2015 року дебютував у її складі в поєдинку Еерстедивізі проти «Еммена». Заналом у прем'єрному сезоні провів три зустрічі.
Сезон 2015/2016 років провів незамінним гравцем основи, взяв участь в 31 поєдинку. 18 січня 2016 року забив перший м'яч у професійній кар'єрі, відзначившись у поєдинку з «Валвейком». У підсумку, допоміг команді стати чемпіоном сезону і піднятися на сходинку вище. Був названий найкращим молодим гравцем сезону в Еерстедивізі.
7 серпня 2016 року дебютував в Ередивізі поєдинком проти Аякса, вийшовши в стартовому складі і провівши на полі весь матч.
Влітку 2017 став гравцем «Геренвена», де провів один сезон.
У червні 2018 року став гравцем ПСВ, підписавши з клубом 5-річний контракт.

## Кар'єра в збірній
Запрошувався до юнацької збірної Нідерландів. Провів дві зустрічі за головну збірну Аруби — 28 та 31 березня 2014 року проти збірної Гуаму.
З 2018 виступає у складі національної збірної Нідерландів.

## Статистика виступів

### Статистика клубних виступів
| Сезон                      | Команда                    | Чемпіонат                  | Чемпіонат | Чемпіонат | Національний кубок | Національний кубок | Національний кубок | Континентальні кубки | Континентальні кубки | Континентальні кубки | Інші змагання | Інші змагання | Інші змагання | Усього | Усього |
| Сезон                      | Команда                    | Ліга                       | Ігор      | Голів     | Ліга               | Ігор               | Голів              | Ліга                 | Ігор                 | Голів                | Ліга          | Ігор          | Голів         | Ігор   | Голів  |
| -------------------------- | -------------------------- | -------------------------- | --------- | --------- | ------------------ | ------------------ | ------------------ | -------------------- | -------------------- | -------------------- | ------------- | ------------- | ------------- | ------ | ------ |
| 2014–15                    | «Спарта»                   | ЕЕ                         | 3         | 0         | КН                 | 0                  | 0                  | -                    | -                    | -                    | -             | -             | -             | 3      | 0      |
| 2015–16                    | «Спарта»                   | ЕЕ                         | 31        | 1         | КН                 | 2                  | 0                  | -                    | -                    | -                    | -             | -             | -             | 33     | 1      |
| 2016–17                    | «Спарта»                   | ЕР                         | 31        | 1         | КН                 | 5                  | 0                  | -                    | -                    | -                    | -             | -             | -             | 36     | 1      |
| Усього за «Спарту»         | Усього за «Спарту»         | Усього за «Спарту»         | 65        | 2         |                    | 7                  | 0                  |                      | -                    | -                    |               | -             | -             | 72     | 2      |
| 2017–18                    | «Геренвен»                 | ЕР                         | 33+2      | 3+1       | КН                 | 2                  | 0                  | -                    | -                    | -                    | -             | -             | -             | 37     | 4      |
| 2018–19                    | «ПСВ»                      | ЕР                         | 34        | 4         | КН                 | 0                  | 0                  | ЛЧ                   | 8                    | 0                    | СКН           | 1             | 0             | 43     | 4      |
| 2019–20                    | «ПСВ»                      | ЕР                         | 25        | 7         | КН                 | 2                  | 0                  | ЛЧ+ЛЄ                | 2+10                 | 0+1                  | СКН           | 1             | 0             | 40     | 8      |
| 2020–21                    | «ПСВ»                      | ЕР                         | 30        | 2         | КН                 | 3                  | 1                  | ЛЄ                   | 8                    | 1                    | -             | -             | -             | 41     | 4      |
| Усього за «ПСВ»            | Усього за «ПСВ»            | Усього за «ПСВ»            | 89        | 13        |                    | 5                  | 1                  |                      | 28                   | 2                    |               | 2             | 0             | 124    | 16     |
| 2021–22                    | «Інтернаціонале»           | A                          | 33        | 5         | КІ                 | 4                  | 0                  | ЛЧ                   | 7                    | 0                    | СКІ           | 1             | 0             | 45     | 5      |
| 2022–23                    | «Інтернаціонале»           | A                          | 15        | 1         | КІ                 | 0                  | 0                  | ЛЧ                   | 5                    | 1                    | СКІ           | 0             | 0             | 20     | 2      |
| Усього за «Інтернаціонале» | Усього за «Інтернаціонале» | Усього за «Інтернаціонале» | 48        | 6         |                    | 4                  | 0                  |                      | 12                   | 1                    |               | 1             | 0             | 65     | 7      |
| Усього за кар'єру          | Усього за кар'єру          | Усього за кар'єру          | 237       | 25        |                    | 18                 | 1                  |                      | 40                   | 3                    |               | 3             | 0             | 298    | 29     |

### Статистика виступів за збірну
| Дата      | Місто      | Господарі | Результат | Гості | Турнір           | Голи | Примітки |
| --------- | ---------- | --------- | --------- | ----- | ---------------- | ---- | -------- |
| 28-3-2014 | Ораньєстад | Аруба     | 2 – 2     | Гуам  | товариський матч | -    |          |
| 31-3-2014 | Ораньєстад | Аруба     | 2 – 0     | Гуам  | товариський матч | 1    | 89'      |
| Усього    |            | Матчів    | 2         |       | Голів            | 1    |          |

| Дата       | Місто     | Господарі            | Результат  | Гості                | Турнір                                    | Голи | Примітки |
| ---------- | --------- | -------------------- | ---------- | -------------------- | ----------------------------------------- | ---- | -------- |
| 13-10-2018 | Амстердам | Нідерланди           | 3 – 0      | Німеччина            | Ліга націй УЄФА 2018—2019 - груповий етап | -    |          |
| 16-10-2018 | Брюссель  | Бельгія              | 1 – 1      | Нідерланди           | товариський матч                          | -    | 46'      |
| 16-11-2018 | Роттердам | Нідерланди           | 2 – 0      | Франція              | Ліга націй УЄФА 2018—2019 - груповий етап | -    |          |
| 21-3-2019  | Роттердам | Нідерланди           | 4 – 0      | Білорусь             | Відбір до ЧЄ 2020                         | -    | 68'      |
| 24-3-2019  | Амстердам | Нідерланди           | 2 – 3      | Німеччина            | Відбір до ЧЄ 2020                         | -    |          |
| 6-6-2019   | Гімарайнш | Нідерланди           | 3 – 1 д.ч. | Англія               | Ліга націй УЄФА 2018—2019 - півфінал      | -    | 45'      |
| 9-6-2019   | Порту     | Португалія           | 1 – 0      | Нідерланди           | Ліга націй УЄФА 2018—2019 - фінал         | -    | 88'      |
| 6-9-2019   | Гамбург   | Німеччина            | 2 – 4      | Нідерланди           | Відбір до ЧЄ 2020                         | -    | 58'      |
| 10-10-2019 | Роттердам | Нідерланди           | 3 – 1      | Північна Ірландія    | Відбір до ЧЄ 2020                         | -    | 78'      |
| 7-9-2020   | Амстердам | Нідерланди           | 0 – 1      | Італія               | Ліга націй УЄФА 2020—2021 - груповий етап | -    | 70'      |
| 11-10-2020 | Зениця    | Боснія і Герцеговина | 0 – 0      | Нідерланди           | Ліга націй УЄФА 2020—2021 - груповий етап | -    | 70'      |
| 11-11-2020 | Амстердам | Нідерланди           | 1 – 1      | Іспанія              | товариський матч                          | -    | 46'      |
| 15-11-2020 | Амстердам | Нідерланди           | 3 – 1      | Боснія і Герцеговина | Ліга націй УЄФА 2020—2021 - груповий етап | -    | 64'      |
| 18-11-2020 | Хожув     | Польща               | 1 – 2      | Нідерланди           | Ліга націй УЄФА 2020—2021 - груповий етап | -    | 57'      |
| 24-3-2021  | Стамбул   | Туреччина            | 4 – 2      | Нідерланди           | Відбір до ЧС 2022                         | -    | 66'      |
| 27-3-2021  | Амстердам | Нідерланди           | 2 – 0      | Латвія               | Відбір до ЧС 2022                         | -    |          |
| 30-3-2021  | Гібралтар | Гібралтар            | 0 – 7      | Нідерланди           | Відбір до ЧС 2022                         | -    | 46'      |
| 2-6-2021   | Фару      | Нідерланди           | 2 – 2      | Шотландія            | товариський матч                          | -    |          |
| 6-6-2021   | Енсхеде   | Нідерланди           | 3 – 0      | Грузія               | товариський матч                          | -    |          |
| 13-6-2021  | Амстердам | Нідерланди           | 3 – 2      | Україна              | ЧЄ 2020 - груповий етап                   | 1    |          |
| 17-6-2021  | Амстердам | Нідерланди           | 2 – 0      | Австрія              | ЧЄ 2020 - груповий етап                   | 1    |          |
| 21-6-2021  | Амстердам | Північна Македонія   | 0 – 3      | Нідерланди           | ЧЄ 2020 - груповий етап                   | -    | 46'      |
| 27-6-2021  | Будапешт  | Нідерланди           | 0 – 2      | Чехія                | ЧЄ 2020 - 1/8 фіналу                      | -    | 46'      |
| 1-9-2021   | Осло      | Норвегія             | 1 – 1      | Нідерланди           | Відбір до ЧС 2022                         | -    | 90+2'    |
| 4-9-2021   | Ейндговен | Нідерланди           | 4 – 0      | Чорногорія           | Відбір до ЧС 2022                         | -    |          |
| 7-9-2021   | Амстердам | Нідерланди           | 6 – 1      | Туреччина            | Відбір до ЧС 2022                         | -    | 71'      |
| 8-10-2021  | Рига      | Латвія               | 0 – 1      | Нідерланди           | Відбір до ЧС 2022                         | -    |          |
| 11-10-2021 | Роттердам | Нідерланди           | 6 – 0      | Гібралтар            | Відбір до ЧС 2022                         | 1    |          |
| 13-11-2021 | Подгориця | Чорногорія           | 2 – 2      | Нідерланди           | Відбір до ЧС 2022                         | -    | 42'      |
| 16-11-2021 | Роттердам | Нідерланди           | 2 – 0      | Норвегія             | Відбір до ЧС 2022                         | -    | 79'      |
| 26-3-2022  | Амстердам | Нідерланди           | 4 – 2      | Данія                | товариський матч                          | -    |          |
| 29-3-2022  | Амстердам | Нідерланди           | 1 – 1      | Німеччина            | товариський матч                          | -    |          |
| 3-6-2022   | Брюссель  | Бельгія              | 1 – 4      | Нідерланди           | Ліга націй УЄФА 2022—2023 - груповий етап | 1    |          |
| 11-6-2022  | Роттердам | Нідерланди           | 2 – 2      | Польща               | Ліга націй УЄФА 2022—2023 - груповий етап | 1    |          |
| 14-6-2022  | Роттердам | Нідерланди           | 3 – 2      | Уельс                | Ліга націй УЄФА 2022—2023 - груповий етап | -    | 46'      |
| 22-9-2022  | Варшава   | Польща               | 0 – 2      | Нідерланди           | Ліга націй УЄФА 2022—2023 - груповий етап | -    |          |
| 25-9-2022  | Амстердам | Нідерланди           | 1 – 0      | Бельгія              | Ліга націй УЄФА 2022—2023 - груповий етап | -    | 77'      |
| 21-11-2022 | Доха      | Сенегал              | 0 – 2      | Нідерланди           | ЧС 2022 - груповий етап                   | -    |          |
| 25-11-2022 | Ер-Раян   | Нідерланди           | 1 – 1      | Еквадор              | ЧС 2022 - груповий етап                   | -    |          |
| 29-11-2022 | Ель-Хаур  | Нідерланди           | 2 – 0      | Катар                | ЧС 2022 - груповий етап                   | -    |          |
| Усього     |           | Матчів               | 40         |                      | Голів                                     | 5    |          |

## Досягнення
- Еерстедивізі
  -  Чемпіон (6): 2015/16
- Володар Суперкубка Нідерландів (1):

ПСВ: 2021
- Чемпіон Італії (1):

«Інтернаціонале»: 2023–24
- Володар Кубка Італії (2):

«Інтернаціонале»: 2021–22, 2022–23
- Володар Суперкубка Італії (3):

«Інтернаціонале»: 2021, 2022, 2023